# 2900 Luboš Perek
2900 Luboš Perek là một tiểu hành tinh vành đai chính với chu kỳ quỹ đạo là 1923.2155138 ngày (5.27 năm).
Nó được phát hiện ngày 14 tháng 1 năm 1972.